# كريستيان هايسلوب
كريستيان هايسلوب (بالإنجليزية: Christian Hyslop)‏ هو لاعب كرة قدم بريطاني، ولد في 14 يونيو 1972 في واتفورد في المملكة المتحدة. لعب مع كولتشستر يونايتد ونادي ساوثيند يونايتد ونادي نورثامبتون تاون.